# Galar (municipalité)
Pour les articles homonymes, voir Galar (homonymie).
Galar est une municipalité de la communauté forale de Navarre, dans le Nord de l'Espagne.
Elle est située dans la zone linguistique mixte de la province.

## Géographie
Elle est composée de huit concejos et d'un hameau :
| Nom Concejo            | Pop. (2006) |
| ---------------------- | ----------- |
| Arlegui / Arlegi       | 85          |
| Cordovilla / Kordibila | 238         |
| Esquíroz / Eskirotz    | 388         |
| Esparza de Galar       | 244         |
| Salinas de Pamplona    | 173         |
| Galar (concejo)        | 121         |
| Olaz-Subiza            | 30          |
| Subiza                 | 161         |
| Barbatáin              | 7           |

## Démographie
| Évolution démographique                               | Évolution démographique | Évolution démographique | Évolution démographique | Évolution démographique | Évolution démographique | Évolution démographique | Évolution démographique | Évolution démographique | Évolution démographique | Évolution démographique |
| 1996                                                  | 1998                    | 1999                    | 2000                    | 2001                    | 2002                    | 2003                    | 2004                    | 2005                    | 2006                    | 2007                    |
| ----------------------------------------------------- | ----------------------- | ----------------------- | ----------------------- | ----------------------- | ----------------------- | ----------------------- | ----------------------- | ----------------------- | ----------------------- | ----------------------- |
| 1 032                                                 | 1 066                   | 1 102                   | 1 154                   | 1 233                   | 1 256                   | 1 306                   | 1 342                   | 1 408                   | 1 456                   | 1 515                   |
| Sources: Galar et instituto de estadística de navarra |                         |                         |                         |                         |                         |                         |                         |                         |                         |                         |

### Sources
- (es) Cet article est partiellement ou en totalité issu de l’article de Wikipédia en espagnol intitulé « Galar (Navarra) » (voir la liste des auteurs).